# Palinurus elephas
L'aragosta (Palinurus elephas Fabricius, 1787), conosciuta comunemente come aragosta mediterranea, aragosta spinosa europea, aragosta spinosa comune, è un crostaceo dell'ordine Decapoda che vive nei fondali del mar Mediterraneo e dell'oceano Atlantico orientale.

## Descrizione
Ha una taglia medio-grande con una lunghezza media di 20–40 cm e massima di 50 cm ed un peso fino a 8 kg. Il corpo è di forma sub-cilindrica, rivestito da una corazza che durante la crescita cambia diverse volte per ricrearne una nuova. Il carapace è diviso in due parti - il cefalotorace (parte anteriore) e l'addome (parte posteriore) - con una colorazione da rosso-brunastro a viola-brunastro ed è cosparso di spine a forma conica. L'addome è formato da 6 segmenti mobili, ed è dotato di un minuscolo pungiglione. L'aragosta non ha le chele.
Anteriormente presenta due antenne più lunghe del corpo, ripiegate all'indietro, gialle e rosse a tratti, che hanno la funzione di organi sensoriali e di difesa; sulla fronte sono anche presenti due spine divergenti a V.
L'ultimo segmento del pleon, il telson, assieme ai pleopodi del sesto segmento, forma il ventaglio caudale, utile per il nuoto. Possiede diverse zampe, ma solo una parte viene utilizzata per camminare.
Essendo un palinuro, non possiede zampe chelate: l'aragosta viene spesso confusa con l'astice che invece le ha.

## Filogenesi
Reinhard Förster propose nel 1984 che i Palinuridae possano derivare dal Cancrinos, una forma di transizione fra questi e le Scyllaridae (cicale di mare).

## Distribuzione e habitat
È diffusa nel mar Mediterraneo e nell'oceano Atlantico orientale.
Vive nei fondali rocciosi dai 20 m fino ai 150 m di profondità.

## Biologia
È una specie gregaria, si trovano spesso insieme numerosi esemplari.
La peculiarità delle aragoste è che la telomerasi, enzima che ha la funzione di riparare le parti terminali dei cromosomi (telomeri) ad ogni replicazione cellulare, non smette mai di funzionare. 
Per questi motivi le aragoste non muoiono per invecchiamento, ma per lo sforzo e lo stress del cambio di carapace e le probabili infezioni a cui vanno incontro durante questa fase della loro crescita.
L'alto contenuto di emocianina dà alla loro emolinfa una colorazione viola, la quale però è mantenuta soltanto quando l'aragosta resta in profondità: in superficie il colorito svanisce.

### Alimentazione
Si nutre di plancton, alghe, spugne, anellidi, echinodermi, briozoi, crostacei, pesci e alcune specie di coralli, a volte anche carcasse di questi.

### Riproduzione
La riproduzione avviene a fine estate e in inverno nascono le larve, le quali raggiungono subito i fondali che le ospiteranno per il resto della loro vita.

## Minacce e conservazione
È particolarmente apprezzato in cucina per la bontà della sua carne, tuttavia è una specie protetta inclusa nell'appendice III della Convenzione di Berna.
In alcune ricette viene applicato il metodo della cottura a vivo in acqua bollente, in quanto è opinione diffusa che gli invertebrati non percepiscano il dolore. Ci sono vari studi sul tema. Nel 2005 uno studio commissionato dal governo norvegese suggeriva che il sistema nervoso degli invertebrati non fosse in grado di elaborare sensazioni di dolore. Un altro studio del 2013 su una specie di granchio sostiene che al momento dell'immersione, i movimenti non sarebbero dovuti a riflessi automatici, ma a percezione del dolore. 
Negli anni successivi sono stati pubblicati ulteriori studi, che approfondiscono la ricerca riguardo alla possibilità dei crostacei di percepire il dolore. Tali studi sono stati valutati globalmente da revisioni pubblicate nel 2024 e 2025, per fornire criteri scientificamente fondati per le scelte politiche relative al trattamento di pesci e invertebrati, anche in assenza di fattori scientifici definitivi.
In Svizzera la pratica di mettere le aragoste vive in acqua bollente è stata bandita nel 2018.. Tale misura è stata adottata anche in Norvegia, Austria, Nuova Zelanda e alcune regioni dell'Australia.
 In Olanda la discussione è attiva dal 2021, ma al 2024 la misura non era ancora stata adottata.

## Specie simili
Nel bacino del Mediterraneo si trovano altre due specie simili:
- Palinurus mauritanicus, che ha una colorazione più verso il rosa e vive a profondità maggiori (180–600 m)
- Palinurus regius, che ha una colorazione più verso il verde

## Allergia alimentare
Nelle aragoste, come per molti artropodi, la proteina tropomiosina è allergenica e può essere causa di allergia alimentare anche grave.